# Juan Carlos Usero López
Juan Carlos Usero López (Almería, 31 de mayo de 1964) es un político español cuya trayectoria se ha desarrollado en Andalucía. Entre 2007 y 2011, ejerció como presidente de la Diputación Provincial de Almería, y anteriormente ha desempeñado el cargo de delegado provincial de la Consejería de Economía y Hacienda de la Junta de Andalucía. Candidato a la alcaldía de Almería por el PSOE para las elecciones municipales de 2011. Actualmente es el secretario general de la Agrupación Municipal del PSOE de Almería.

## Vida y formación
Nació el 31 de mayo de 1964 en Almería. Ha crecido y sigue viviendo a día de hoy en el barrio obrero de la Plaza de Toros, en la capital. Su vocación política y su trayectoria personal ha estado marcada por su etapa educativa en uno de los colegios más humildes y populares de la ciudad como es el Ave María del Quemadero, donde cursó la EGB. El bachillerato y la selectividad lo estudió en el IES Celia Viñas. Es licenciado en Derecho por la Universidad de Granada. 
En enero de 1991 fue nombrado funcionario de Carrera de Titulados de Escuela Técnica de Grado Medio de Organismos Autónomos del Ministerio de Transporte, Turismo y Comunicaciones. En diciembre de ese mismo año suscribió el contrato de trabajo fijo de Plantilla con la categoría profesional de Titulado Universitario, adscrito al Aeropuerto de Málaga.  
Posteriormente superó las oposiciones del Cuerpo Superior de Administradores, Especialidad: Administradores Generales, por lo que obtuvo la condición de funcionario de carrera en la Junta de Andalucía.
Ha realizado más de medio centenar de cursos de formación y de experto en materia de Desarrollo Local, Derecho Ambiental, Comercio Exterior, Promoción de Empleo, Gestión de Relaciones Laborales, Régimen Fiscal, y Contabilidad Presupuestaria, entre otros.
Casado y con un hijo, vive volcado en su familia y en su vocación política, además de ser un gran deportista y amante del medio ambiente. Secretario General de la Agrupación Municipal del PSOE de Almería y miembro del Comité Director del PSOE andaluz, es militante en este partido desde el año 1998 y afiliado a la UGT.

## Trayectoria profesional y política
Desde el 16 de octubre de 1989 hasta el 31 de diciembre de 1992 prestó servicios en la Dirección Provincial de Almería del Instituto Nacional de Empleo del Ministerio de Trabajo y Seguridad Social. El puesto que desempeñó era el de Asesoramiento de Empresas e Información, con la categoría profesional de Técnico Superior.
El 31 de enero de 1991, por Resolución del Secretario de Estado para la Administración Pública, fue nombrado Funcionario de Carrera de Titulados de Escuela Técnica de Grado Medio de Organismos Autónomos del Ministerio de Transportes, Turismo y Comunicaciones. 
El 1 de enero de 1993, tras la superación de las Oposiciones del Cuerpo Superior de Administradores, Especialidad: Administradores Generales, comenzó a prestar servicios en la Delegación Provincial de la Consejería de Salud, quedando adscrito al Negociado de Procedimiento. 
Después desempeñó en la Delegación de la Consejería de Obras Públicas y Transportes, de Almería, el puesto de Inspector del Transporte, donde también ocupó después el puesto de Jefe de Sección de Inspección y Sanciones, para posteriormente pasar a ser Jefe de Sección de Vivienda Libre y de Vivienda de Protección Oficial, hasta diciembre de 1997. 
A continuación desempeñó el puesto de Inspector de Juegos y Espectáculos Públicos, en la Delegación del Gobierno de la Junta de Andalucía, en Almería. Hasta octubre de 1999, ocupó el puesto de Jefe de Servicio de Administración General y Personal en la Delegación Provincial de la Consejería de Asuntos Sociales. 
Trabajó como Jefe del Servicio de Consumo, en la Delegación Provincial de la Consejería de Trabajo e Industria y en la Delegación del Gobierno de la Junta de Andalucía en Almería.
En el año 2000 ocupó el puesto de Secretario General en la Delegación Provincial de la Consejería de Asuntos Sociales de la Junta de Andalucía en Almería., hasta julio de ese año, cuando fue nombrado Delegado Provincial de la Consejería de Economía y Hacienda de la Junta de Andalucía en Almería. En dicho cargo permaneció hasta la toma de posesión como concejal en el Ayuntamiento de Almería, solicitando el reingreso al servicio activo,  incorporándose el 13 de junio de 2003, al puesto de Secretario General de la Delegación Provincial de la Consejería de Asuntos Sociales de Almería. 
Ha sido Secretario Provincial de Almería del Servicio Andaluz de Empleo y ha realizado las funciones de Secretario General de la nueva Delegación de Innovación, Ciencia y Empresa de la Junta de Andalucía.
Sustituyó a José Añez como presidente de la Diputación Provincial de Almería con los apoyos de su partido, el Partido de Almería e Izquierda Unida, tras el nombramiento en pleno, celebrado el 16 de julio de 2007. En 2011 fue sustituido por Gabriel Amat Ayllón del PP.